# Io e te da soli/Credi
Io e te da soli/Credi è il 105° singolo di Mina, pubblicato agli inizi di novembre del 1970 su vinile a 45 giri dall'etichetta privata dell'artista PDU e distribuito dalla EMI Italiana.

## Il disco
Dopo la parentesi produttiva dei 3 singoli "Mini 10" a formato ridotto con canzoni già edite, si torna ad un 45 giri di dimensioni standard con nuove incisioni.
In particolare continua il fortunato sodalizio con il duo Battisti-Mogol che confeziona, subito dopo Insieme, un altro brano di successo.
Il disco esiste anche nella versione per jukebox; il tecnico del suono è Nuccio Rinaldis.

## Successo e classifiche
Grazie alla promozione televisiva nello spettacolo natalizio Topolino ha 40 anni (RAI, 20 dicembre 1970) e a quella costante in radio della trasmissione Alto gradimento, il disco raggiunge immediatamente i vertici della classifica.
| Classifica 1970/1971 | Posizione | Settimane |
| -------------------- | --------- | --------- |
| 28 novembre          | 10        | 1         |
| 5 dicembre           | 7         | 1         |
| 12 dicembre          | 5         | 1         |
| 19 dicembre          | 3         | 1         |
| 26 dicembre 1970     | 2         | 1         |
| 2 gennaio 1971       | 3         | 1         |
| 8 gennaio            | 4         | 1         |
| 16-30 gennaio        | 6         | 3         |
| 6-20 febbraio        | 8         | 2         |

Tra il 1970 e in 1971 risulta il 17° singolo più venduto, con 3 mesi consecutivi nella top 10 e quasi uno tra le prime tre.

## Io e te da soli
Brano dalla melodia sofisticata, ma difficile per la complessa sequenza armonica poco orecchiabile. La voce di Mina si inserisce dopo un'introduzione di piano priva di qualsiasi base ritmica, per aprirsi in un ritornello di ampio respiro. La cantante, a modo suo, interpreta il pezzo cercando di rendere al massimo il sentire di Battisti, e ci riesce trasformando la canzone in una hit. La batteria di Di Cioccio, la chitarra elettrica di Mussida e l'arrangiamento d'archi tra jazz e orchestrazione tradizionale di Reverberi realizzano la giusta atmosfera di contorno.
Canzone mai inserita in un album, compare soltanto sulla prima delle raccolte della serie Del mio meglio (1971) e in Mazzini canta Battisti (1994).
Il breve video dell'interpretazione dal vivo a Teatro 10 (prima puntata della terza edizione trasmessa l'11 marzo 1972) è presente nel DVD Gli anni Rai 1968-1972 Vol. 2, inserito in un cofanetto monografico di 10 volumi pubblicato da Rai Trade e GSU nel 2008.
Un frammento è stato incluso anche nel medley del celebre duetto Mina-Battisti per la puntata del 23 aprile 1972 della stessa trasmissione, reperibile nella raccolta su CD  Signori... Mina! vol. 1 (1993).
Il brano è l'ultimo della fantasia Non credere/E se domani/Insieme/Bugiardo e incosciente/Parole, parole/Io e te da soli, contenuta nel bonus CD Del mio meglio n. 10, Live del box intitolato Ascoltami, Guardami pubblicato nel 2006, originariamente eseguita durante il concerto Dalla Bussola del 16 settembre 1972.
Esistono infine versioni cantate da Mina in lingua straniera:
- spagnolo - Que Nos Separemos (con adattamento del testo di Augusto 'C. Mapel' Algueró), inserita nelle raccolte internazionali Colección latina (2001) e Yo soy Mina (2011)
- francese - L'amour est mort (testo di Jacques Demarny), singolo del 1972 mai pubblicato in Italia[10] e antologia Je suis Mina (2011).

Nel 2005 Svetlana Tchernykh incide una cover in russo dal titolo Я ты и разлука inserita nell'album Черных поёт Баттисти.

## Credi
Esattamente come il lato B del singolo precedente, è ancora una canzone scritta da Paolo Limiti (l'autore preferito di Mina negli anni '70), che dovrà attendere 28 anni per essere pubblicata per la prima volta su un album: Mina Studio Collection (1998).
Arrangiamento di Augusto Martelli che dirige la sua orchestra.
La versione in francese col testo di Jacques Demarny, intitolata La vie, è il lato B dello stesso singolo del 1972, che contiene la traduzione di Io e te da soli, ed è presente nell'antologia Je suis Mina del 2011.

## Tracce
Lato A
1. Io e te da soli – 4:32 (testo: Mogol – musica: Lucio Battisti; edizioni musicali Acqua Azzurra/PDU)

Lato B
1. Credi – 3:31 (testo: Paolo Limiti – musica: Mario Nobile; edizioni musicali PDU)